# جيمينا أكاردي
ماريا جيمينا دي لوس ميلاجروس أكاردي، المعروفة باسم جيمينا أكاردي (بالإسبانية: Gimena Accardi)‏ هي ممثلة أرجنتينية، ولدت في 27 مايو 1985 في بوينس ايرس في الأرجنتين.

## وصلات خارجية
- جيمينا أكاردي على موقع IMDb (الإنجليزية)
- جيمينا أكاردي على موقع ألو سيني (الفرنسية)
- جيمينا أكاردي على موقع قاعدة بيانات الفيلم (الإنجليزية)
- جيمينا أكاردي على موقع كينوبويسك (الروسية)